# 2008 en santé et médecine
| Années de la santé et de la médecine : 2005 - 2006 - 2007 - 2008 - 2009 - 2010 - 2011    |
| Décennies de la santé et de la médecine : 1970 - 1980 - 1990 - 2000 - 2010 - 2020 - 2030 |

Cet article présente les faits marquants de l'année 2008 en santé et médecine.

## Événements
- Avril : selon une étude épidémiologique menée par des médecins de l'Université de Cambridge et de l'OMS, publiée dans la revue Science, le virus de la grippe H3N2 est exclusivement originaire de Chine, du Japon, du Viêt Nam ou d'Indonésie et mute en permanence avant de se propager vers le reste du monde en six à neuf mois. Chacune de ces souches nouvelles infectent 5 à 15 % de la population mondiale avant de s'éteindre et provoque 250 000 à 500 000 décès annuels.
- 22 avril : un premier bilan  de l'alerte mondiale sur de l'héparine contaminée par de la chondroïtine persulfatée fait état de 800 victimes et de 81 morts dans 11 pays consommateurs de ce produit[1].
- 25 avril : première journée mondiale contre le paludisme transmis par les moustiques Anopheles et menaçant 3,2 milliards de personnes vivant dans plus de 90 pays des régions tropicales du monde entier. Chaque année de 1  à   3 millions de personnes meurent du parasite Plasmodium falciparum[2].

### Juin 2008
- La revue Lancet signale le décès d'un jardinier britannique mort après avoir respiré des spores d'un champignon microscopique Aspergillus fumigatus contenu sur de la matière organique en décomposition qu'il avait répandu la veille.
- La revue Lancet annonce le succès d'un patch vaccin contre l'entérotoxine à Escherichia coli.

### Novembre 2008
- Une étude de l'université de Chicago publiée dans le journal Biological Psychology sur des adolescents agressifs montre grâce au scan de leur cerveau, une suractivité de la zone cérébrale abritant les manifestations du plaisir lorsqu'ils visionnent des vidéos leur montrant quelqu'un faisant souffrir une autre personne accidentellement. Ces « adolescents agressifs ont eu une réaction spécifique et très forte de l'amygdale et du striatum ventral - zones réagissant au sentiment de satisfaction - en regardant la souffrance d'autres personnes ce qui laisse penser qu'ils éprouvaient du plaisir », alors que le même scan réalisé sur d'autres adolescents non agressifs montre une activation des zones liées à la compassion[3].
- Selon une étude publiée dans le Journal de l'association médicale canadienne (JAMC), l'asthme est diagnostiqué à tort chez un tiers des patients qui prennent inutilement des médicaments coûteux et qui pourraient en outre avoir des effets secondaires néfastes[4].
- Selon le rapport décennal des principaux organismes américains de santé, l'incidence des cancers et le taux de mortalité due à cette maladie a régressé aux États-Unis chez les deux sexes de 1999 à 2005 et ce pour la première fois avec une moyenne de -0,8 % par an et même -1,5 % pour la période 2002-2005.

### Décembre 2008
- Le laboratoire britannique GlaxoSmithKline (GSK) annonce dans le New England Journal of Medicine que son nouveau vaccin contre le paludisme a pu réduire de près des deux tiers les épisodes de crise chez les enfants lors de deux essais cliniques effectués en Afrique auprès de 340 enfants.

## Prix
- Le microbiologiste Willem de Vos (né en 1954) obtient le prix Spinoza[5].

## Décès
- 29 janvier : Jaume Rotés Querol (né en 1921), médecin catalan.
- 11 juillet : Michael E. DeBakey (né en 1908),  chirurgien cardiaque américain.
- 23 août : Thomas Weller (né en 1915), médecin et microbiologiste américain, lauréat du prix Nobel de médecine en 1954.
- 7 octobre : George Emil Palade (né en 1912), médecin roumain naturalisé américain, lauréat du prix Nobel de médecine en 1974.